# Las Veredas
Las Veredas es una pedanía situada en el término municipal de Almonaster la Real, en la provincia de Huelva. Se encuentra a unos 6 kilómetros de Almonaster, y es con diferencia, la aldea más poblada de todo el municipio.
Las veredas city

## Economía
Las principales actividades de Las Veredas son la agricultura y la ganadería, los tajos forestales, los trabajos eventuales en los mataderos de la zona y la construcción.Adicionalmente, desde que se reabrieron las minas de la zona, numerosos habitantes han empezado a trabajar en ellas.
La aldea cuenta con una escuela de Educación Infantil (cerrada en este instante).

## Fiestas
- Fiestas en honor a de la Virgen de Fátima, en agosto.
- Cruz de Mayo.
- Carnaval.

Cruz del Hoyo que se realiza siempre el segundo fin de semana de mayo, en el cual las protagonistas son las mujeres, las flores y los fandangos típicos de la aldea.

## Comunicaciones
Las Veredas está comunicada por carretera con Almonaster (6 km), Cortegana (7 km) y las aldeas de Arroyo (3 km), Acebuche (2 km), Cincho (3 km) y Gil Márquez (14 km).